# Зец-валаби наочарац
Зец-валаби наочарац (лат. Lagorchestes conspicillatus) је врста сисара торбара из породице кенгура и валабија (Macropodidae).

## Распрострањење
Врста има станиште у Аустралији и Папуи Новој Гвинеји.

## Станиште
Станишта врсте су шуме, саване, жбунаста вегетација, травна вегетација и екосистеми ниских трава и шумски екосистеми. Врста је присутна на подручју острва Нова Гвинеја.

## Угроженост
Ова врста није угрожена, и наведена је као последња брига јер има широко распрострањење.